# Ahn Gil-kang
Ahn Gil-kang (안길강?, 安吉江?, An Gil-gangLR, An KilkangMR; 24 agosto 1966) è un attore sudcoreano.

## Filmografia

### Cinema
- 3injo (3인조), regia di Park Chan-wook (1997)
- Jukgeona hog-eun nappeugeona (죽거나 혹은 나쁘거나), regia di Ryoo Seung-wan (2000)
- 2009 memorie perdute (2009 로스트메모리즈), regia di Lee Si-myung (2002)
- Pido nunmuldo eobs-i (피도 눈물도 없이), regia di Ryoo Seung-wan (2002)
- Saenghwar-ui balgyeon (생활의 발견), regia di Hong Sang-soo (2002)
- Seongnyangpar-ui sonyeo-ui jaerim (성냥팔이 소녀의 재림), regia di Jang Sun-woo (2002)
- Gutse-eora geumsun-a (굳세어라 금순아), regia di Hyun Nam-seop (2002)
- Pumhaengjero (품행제로), regia di Jo Keun-shik (2002)
- Brothers of War - Sotto due bandiere (태극기 휘날리며, Taegukgi hwinallimyeo), regia di Kang Je-gyu (2004)
- Arahan jangpung daejakyeon (아라한 장풍 대작전), regia di Ryoo Seung-wan (2004)
- Jumeog-i unda (주먹이 운다), regia di Ryoo Seung-wan (2005)
- Sad Movie (새드무비), regia di Kwon Jong-kwan (2005)
- Yasu-wa minyeo  (야수와 미녀), regia di Lee Gae-byok (2005)
- Yasu (야수), regia di Kim Sung-soo (2006)
- Romance (로망스), regia di Moon Seung-wook (2006)
- Jjakpae (짝패), regia di Ryoo Seung-wan (2006)
- Wontag-ui cheonsa (원탁의 천사), regia di Kwon Sung-guk (2006)
- Ma-eum-i (마음이), regia di Park Eun-hyung e Oh Dal-kyun (2006)
- Ejeonggyeolpib-i du namja-ege michineun yeonghyang (애정결핍이 두 남자에게 미치는 영향), regia di Kim Seong-hoon (2006)
- Gae-wa neukdae sa-i-ui sigan (개와 늑대 사이의 시간), regia di Jeon Soo-il (2007)
- Hero, regia di Masayuki Suzuki (2007)
- Sikgaek (식객), regia di Jeon Yun-su (2007)
- Once Upon a Time, regia di Jeong Yong-ki (2008)
- Dachimawa Lee - Ag-in-i-yeo ji-okhaeng geup-haeng-yeokjareul tara! (다찌마와 리: 악인이여 지옥행 급행열차를 타라!), regia di Ryoo Seung-wan (2008)
- Once Upon a Time in Seoul (소년은 울지않는다), regia di Bae Hyoung-jun (2008)
- Gwisin-i-yagi (귀신이야기), regia di Im Jin-pyung (2009)
- The Unjust (부당거래, Budanggeorae), regia di Ryoo Seung-wan (2010)
- Hello Ghost (헬로우 고스트), regia di Kim Young-tak (2010)
- Susanghan gogaekdeul (수상한 고객들), regia di Jo Jin-mo (2011)
- Wandeug-i (완득이), regia di Lee Han (2011)
- Neoneun pet (너는 펫), regia di Kim Byeong-kon (2011)
- Bijeonghan dosi (비정한 도시), regia di Kim Mun-heum (2012)
- Tacchi alti (하이힐), regia di Jang Jin (2014)
- Sin-ui han su (신의 한 수), regia di Jo Bum-gu (2014)
- Veteran (베테랑), regia di Ryoo Seung-wan (2015) - cameo
- Jab-a-ya sanda (잡아야 산다), regia di Oh In-chun (2016)

### Televisione
- Mujeog-ui nakhasan-yo-won (무적의 낙하산요원) – serie TV (2006)
- Dae Jo-yeong (대조영) – serie TV (2006-2007)
- Wanggwa na (왕과 나) – serie TV (2007-2008)
- Iljimae (일지매) – serie TV (2008)
- Seondeok yeo-wang (선덕여왕) – serie TV (2009)
- Chuno (추노) – serie TV (2010)
- Coffee House (커피하우스) – serie TV (2010)
- Dream High (드림하이) – serie TV (2011)
- Gyebaek (계백) – serie TV (2011)
- Bitgwa geurimja (빛과 그림자) – serie TV (2011-2012)
- Daepungsu (대풍수) – serie TV (2012-2013)
- Three Days (쓰리 데이즈) – serie TV (2014)
- Ing-yeo gongju (잉여공주) – serie TV (2014)
- My Secret Hotel (마이 시크릿 호텔) – serie TV (2014)
- Nae-ildo cantabile (내일도 칸타빌레) – serie TV (2014)
- House, Mate (하우스, 메이트) – film TV (2014)
- Binnageona michigeona (빛나거나 미치거나) – serie TV (2015)
- Orange Marmalade (오렌지 마말레이드) – serie TV (2015)
- Yungnyong-i nareusya (육룡이 나르샤) – serie TV (2015-2016)
- Cheese in the Trap (치즈인더트랩?, Chijeu in deo teuraepLR) – serie TV (2016)
- Daebak (대박?) – serie TV (2016)
- Yeokdo-yojeong Kim Bok-ju (역도요정 김복주?) – serie TV (2016-2017)
- La leggenda della volpe a nove code 1938 (구미호뎐 1938?, Gumihodyeon 1938LR) – serie TV (2023)
- A Shop for Killers (킬러들의 쇼핑몰?) – serie TV (2024)
- Mercy for None (광장?) – serie TV (2025)